# Maria Anna de Savoia (emperadriu d'Àustria)
Maria Anna de Savoia, emperadriu d'Àustria (Roma 1803 - Praga 1884). Princesa de Sardenya de la  Casa de Savoia amb el tractament d'altesa reial que es maridà en el si de la Casa d'Àustria i esdevingué emperadriu austríaca.
Nascuda a la ciutat de Roma el dia 19 de setembre de l'any 1803 essent filla del rei Víctor Manuel I de Sardenya i de l'arxiduquessa Maria Teresa d'Àustria-Este. Maria Anna era neta per via paterna del rei Víctor Amadeu III de Sardenya i de la infanta Maria Antònia d'Espanya i per via materna del duc Ferran III de Mòdena i per la princesa Maria Beatriu d'Este.
El dia 27 de febrer de l'any 1831 contragué matrimoni amb l'emperador Ferran I d'Àustria a Viena. Ferran era fill de l'emperador Francesc I d'Àustria i de la princesa Maria Teresa de Borbó-Dues Sicílies. La parella no tingué descendència i es dubta de la consumació del matrimoni.
Maria Anna esdevingué clau en la vida de Ferran. Ferran era una persona dèbil de caràcter i amb greus desordres mentals que trobà amb Maria Anna una persona en qui trobar suport. La princesa savoiarda fou clau en l'abdicació de Ferran l'any 1848 i amb la retirada de la vida pública del ja ex-emperador a la capital de Bohèmia.
Maria Anna morí sense haver tingut descendència el dia 4 de maig de 1884 a la ciutat de Praga a l'edat de 81 anys. Fou sepultada a la Cripta Imperial de Viena.